# Фрэнс, Тай
Тайлер Лоуренс Фрэнс (англ. Tyler Lawrence France; 13 июля 1994, Дауни, Калифорния) — американский бейсболист, игрок первой базы клуба Главной лиги бейсбола «Сиэтл Маринерс». На студенческом уровне играл за команду университета штата Калифорния в Сан-Диего. Участник Матча всех звёзд 2022 года.

## Биография
Тайлер Фрэнс родился 13 июля 1994 года в Дауни в Калифорнии. Учился в старшей школе Саут-Хиллс в Уэст-Ковине, в составе её бейсбольной команды играл на первой и третьей базах. Дважды включался в состав сборной звёзд Лиги Сьерра, в выпускной год был признан её самым ценным игроком. Два сезона провёл в футбольной команде школы. После выпуска получил спортивную стипендию в университете штата Калифорния в Сан-Диего.
В бейсбольном турнире NCAA Фрэнс дебютировал в 2013 году, проведя все матчи команды на позиции третьего базового. В играх конференции Маунтин Вест он отбивал с эффективностью 34,5 % и был признан самым ценным её игроком. В сезоне 2014 года он стал лучшим игроком «Сан-Диего Стейт Ацтекс» по показателю отбивания, количеству выбитых хитов, даблов и набранных RBI. Третий сезон в составе команды Фрэнс завершил с атакующей эффективностью 33,6 %, набрав 49 RBI. Летом 2015 года на драфте Главной лиги бейсбола он был выбран клубом «Сан-Диего Падрес» в 34-м раунде.
В сезоне 2016 года он провёл 128 матчей в составах клубов «Форт-Уэйн Тинкэпс» и «Лейк-Элсинор Сторм», ещё через год его перевели на уровень AA-лиги, где в играх за «Сан-Антонио Мишнс» Фрэнс отбивал с эффективностью 27,5 %. В сезоне 2018 года он закрепился в статусе одного из лучших отбивающих в фарм-системе «Падрес», выбив за «Мишнс» и «Эль-Пасо Чиуауас» 22 хоум-рана. В апреле 2019 года Фрэнс был переведён в основной состав «Сан-Диего». В регулярном чемпионате Главной лиги бейсбола он провёл 69 игр с показателем отбивания 23,4 %. Ещё 76 матчей Фрэнс сыграл за «Чиуауас» в Лиге Тихоокеанского побережья, где установил личный рекорд, отбивая с эффективностью 39,9 %. Несмотря на многообещающие показатели, его перспективы в составе «Падрес» оставались неопределёнными в связи с заключением крупных контрактов с Эриком Хосмером и Мэнни Мачадо. В 2020 году Фрэнс провёл за команду 20 матчей, отбивая с показателем 30,9 %. В августе, в рамках обмена с участием семи игроков, он перешёл в «Сиэтл Маринерс».
До конца чемпионата 2020 года Фрэнс сыграл за «Сиэтл» в 23 матчах, отбивая с эффективностью 30,2 %. В межсезонье его называли одним из претендентов на место основного игрока второй базы клуба. В сезоне 2021 года он принял участие в 152 матчах чемпионата и установил личные рекорды, выбив 18 хоум-ранов и набрав 73 RBI. В первой половине чемпионата 2022 года Фрэнс отбивал с эффективностью 30,8 % и занимал второе место среди первых базовых Американской лиги по показателю полезности fWAR. В июле он был включён в число участников Матча всех звёзд, заменив в команде Американской лиги травмированного Майка Траута.